# Club de Ciervos Fútbol Club
El Club de Ciervos Fútbol Club es un equipo de fútbol de México. Participa en la Serie B de la Segunda División de México. Juega sus partidos de local en el Estadio Arreola.

## Historia
En julio de 2017, los directivos de Vikingos de Chalco decidieron transformar el equipo, por lo que cambiaron el nombre, escudo y colores del equipo y así nació Ciervos. En 2018 el nombre del equipo fue modificado levemente al ser renombrado como Club de Ciervos F.C., además se creó una escuadra para competir en Tercera División.
Al finalizar la temporada 2020-21 el equipo inició una reestructuración debido a los malos resultados conseguidos por los dos equipos en la Liga Premier y la TDP, como parte de la remodelación el 22 de mayo de 2021 se anunció el cambio de nombre de la institución, por lo que el club pasaría a llamarse Chalco Fútbol Club. Sin embargo, este cambio no se hizo oficial ante la FMF y las correspondientes ligas Premier y TDP, por lo que de manera oficial se mantuvo el nombre Club de Ciervos.
Finalmente para la temporada 2022-2023 la directiva del equipo abandonó sus intenciones del cambio de identidad del club y esta escuadra mantuvo su nombre original de Ciervos.

## Temporadas
| Temporada     | División          | Posición               |
| ------------- | ----------------- | ---------------------- |
| 2017          | Franquicia        | Vikingos Chalco        |
| Apertura 2017 | 4.Segunda Serie B | 11.º Grupo II          |
| Clausura 2018 | 4.Segunda Serie B | 4.º Grupo II (Cuartos) |
| 2018/2019     | 4.Segunda Serie B | 6.º (Cuartos)          |
| 2019/2020     | 4.Segunda Serie B | 13.º                   |
| 2020/2021     | 3.Segunda Serie A | 12.º Grupo II          |
| Apertura 2021 | 4.Segunda Serie B | 6.º                    |
| Clausura 2022 | 4.Segunda Serie B | 6.º                    |
| Apertura 2022 | 4.Segunda Serie B | 10.º                   |
| Clausura 2023 | 4.Segunda Serie B | 10.º                   |
| 2023/2024     | 4.Segunda Serie B | 15.º                   |
| Apertura 2024 | 4.Segunda Serie B | 12.º                   |
| Clausura 2025 | 4.Segunda Serie B | 12.º                   |

### Filial
Ciervos "B"
| Temporada | División           | Posición       |
| --------- | ------------------ | -------------- |
| 2018/2019 | 5.Tercera División | 13.º Grupo VII |
| 2019/2020 | 5.Tercera División | 13.º Grupo VII |
| 2020/2021 | 5.Tercera División | 17.º Grupo VII |
| 2021/2022 | 5.Tercera División | 8.º Grupo VI   |
| 2022/2023 | 5.Tercera División | 13.º Grupo VI  |
| 2023/2024 | 5.Tercera División | 11.º Grupo VI  |